# Renny Arozarena
Renny Arozarena (n. La Habana, Cuba, 1971) es un actor cubano.

## Biografía
Se graduó en la Escuela Nacional de Instructores de Arte.
Formó parte de los grupos teatrales Hermanos Ruiz Aboy, Olga Alonso, Teatro de Arte Popular y Teatro Caribeño dirigidos, respectivamente, por Julio González, Humberto Rodríguez, Tito Junco y Eugenio Hernández.
Ha impartido diferentes talleres y cursos de actuación en los principales teatros y casas de cultura de Ciudad de La Habana y ha incursionado en la TV y el cine.
En la actualidad dirige la compañía teatral Arozarena y el taller de actuación, danza y canto Infinito.

## Filmografía
- Raíces de mi corazón (2000)
- Entre ciclones (2003)
- Bajo Habana (2003)
- El loco soñador (2004)
- El rey del mundo (2004)
- El Benny (2006)
- Camino del Edén (2007)
- Kangamba (2007)
- Hombres sin mujer (2007)

## Premios
- Por El Benny
  - Premio a la mejor actuación masculina, otorgado por la Asociación de Críticos Independientes. Festival de Cine de Locarno. Suiza, 2006.
  - Premio a la Mejor Actuación Masculina en el 9.º Festival Internacional de Cine de Santo Domingo.
  - Premio al Mejor Actor en el Festival Internacional de Cine Madrid Móstoles, celebrado del 20 al 28 de octubre de 2007, por su interpretación en "El Benny".